# 信义桥 (桂林)

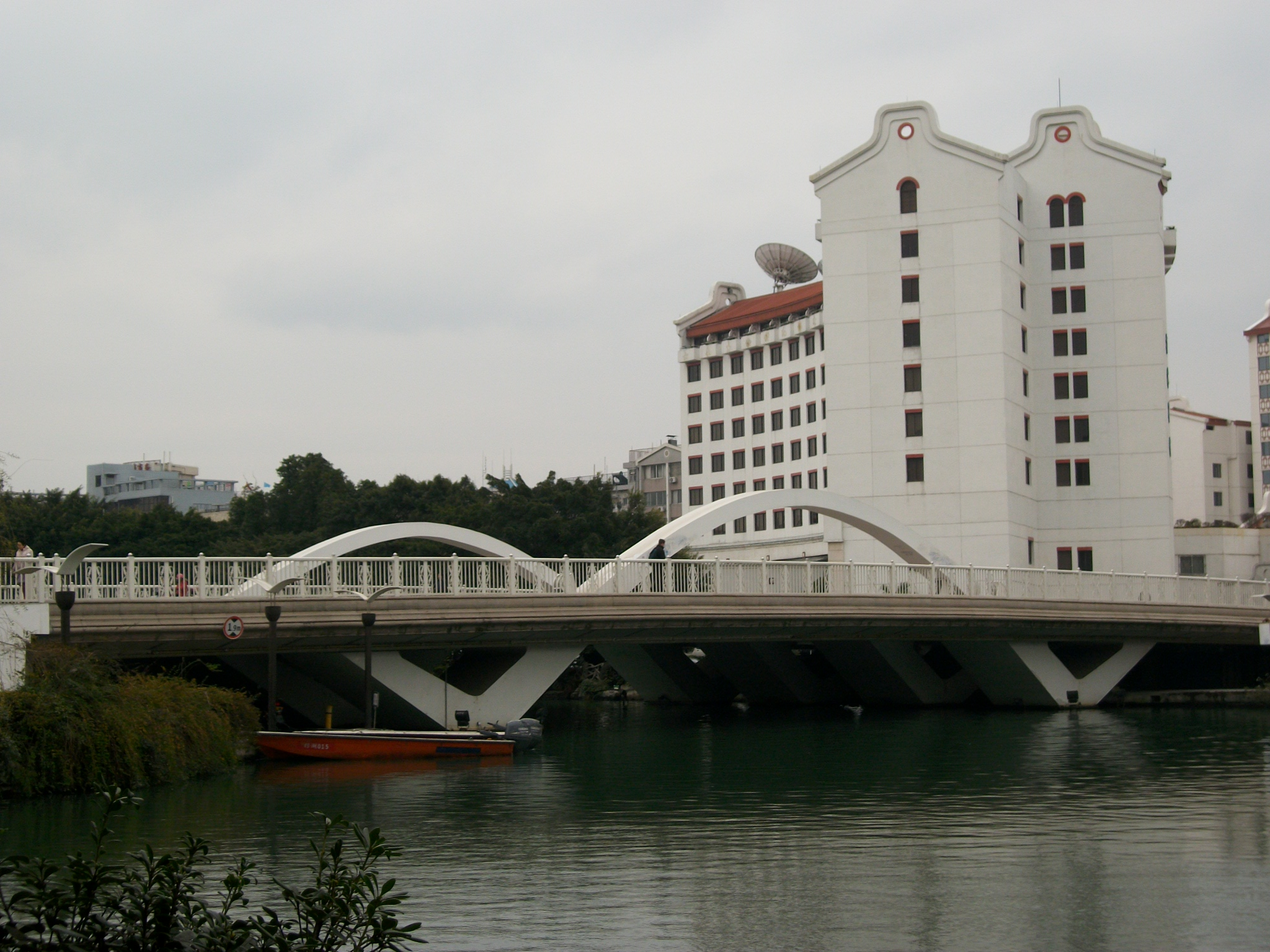
信义桥

桂林的信义桥位于广西桂林市区内信义路上，靠近桂林青少年宫。新信义桥全长57米，宽26米。
设计人员参考上海卢浦大桥对原方案进行了修改。

## 印象
信义桥简单明快，平直稍有弧度，桥下有两个带弧形的V字支撑，桥两边各有一道拱圈，有如彩虹般的滑出柔优的曲线，桥身采用明快鲜艳的浅黄色涂料装饰，桥顶与少年宫氛围融合，用公开征集的儿童画装饰。 
拱圈的夜景灯光采用可调节变幻的赤橙红绿青蓝紫不同色调搭配，桥上灯影陆离，五彩缤纷。
桥可通车，游船可穿行。

## 历史
- 1980年修建旧信义桥。旧桥桥面仅有10余米宽，只能并排两辆车。洪水时容易形成内涝。
- 2001年3月15日开始重建工程开始，2001年年底完成装修正式通车，工期9个多月。

## 意义
信义桥是两江四湖具有通车功能的新景桥中开工最晚，建设时间最短的一座桥梁。